# Damir Sinjurowitsch Chairetdinow

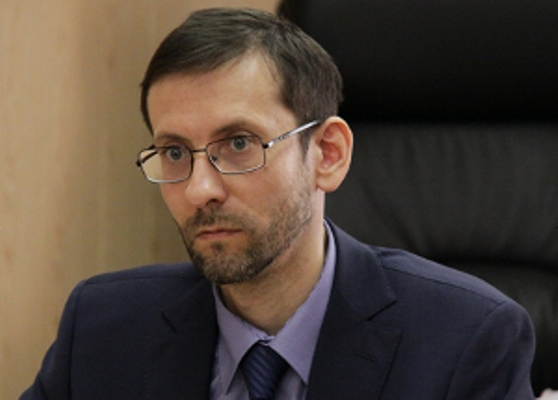
Damir Chairetdinow

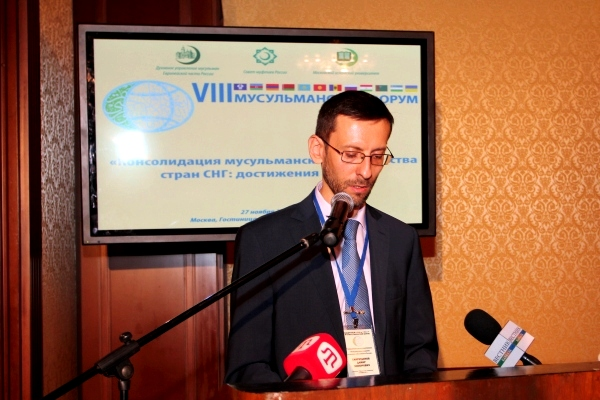
Damir Chairetdinow

Damir Sinjurowitsch Chairetdinow (russisch Дамир Зинюрович Хайретдинов / wiss. Damir Zinjurovič Chajretdinov; geb. 1972 in Moskau) ist ein russischer Historiker und Ethnologe, islamischer Gelehrter und eine Persönlichkeit des Islam in Russland. Er ist der Direktor der Moskauer Islamischen Universität (Moskauer Islamisches Institut). Zuvor war er Funktionsträger der Geistlichen Verwaltung der Muslime der Oblast Nischni Nowgorod in Nischni Nowgorod.
Chairetdinow ist auf indigene Kulturen und Sprachen der russischen Muslime und Tataren spezialisiert.
In den Jahren 1996–1997 studierte er am Institut für Arabisch an der Universität Umm al-Qura in Mekka (Saudi-Arabien). Von 1999 bis 2006 war er Sekretär der Islamischen Abteilung der Botschaft des Königreichs Saudi-Arabien in Moskau. Seit März 2011 ist er Chefredakteur von Islam Minbare (Ислам Минбаре) bzw. Minbar Islama (Минбар Ислама), des offiziellen Organs der Geistlichen Verwaltung der Muslime der Russischen Föderation (vormals: Geistliche Verwaltung der Muslime des europäischen Russlands; Großmufti: Rawil Ismagilowitsch Gainutdin).

## Publikationen (Auswahl)
- Islam in der Oblast Nischni Nowgorod. Moskau 2007 - Online (russisch)